# Dylewo (województwo warmińsko-mazurskie)
Dylewo – osada w Polsce położona w województwie warmińsko-mazurskim, w powiecie ostródzkim, w gminie Grunwald. W latach 1975–1998 miejscowość administracyjnie należała do województwa olsztyńskiego.
W okoliczny lasach znajdują się dwa rezerwaty przyrody, przez które prowadzi niebieski szlak turystyczny, nazywa Europejski długodystansowy szlak pieszy E11:
- Dylewo – rezerwat leśny o pow. 9,46 ha. Ustanowiony dla ochrony 100-letniej buczyny pomorskiej, porastającej wschodnie stoki Wzgórz Dylewskich. W runie leśnym występują m.in.: marzanka wonna, kostrzewa leśna, perłówka jednokwiatowa, gnieźnik leśny.
- Jezioro Francuskie – rezerwat florystyczny o pow. 13,64 ha. Obejmuje położone na obszarze Góry Dylewskiej śródleśne jezioro, z przylegającymi torfowiskami i fragmentami buczyny pomorskiej w wieku 120 lat. Na torfowiskach rośnie wierzba borówkolistna (relikt polodowcowy), turzyce, wełnianki, czermień błotna, bobrek trójlistny, żurawina błotna, wierzba szara, brzoza omszona.

## Historia
W dokumentach z 1328 r. wymieniana jest jako Sykerinem, gdy Günter von Schwarzburgm, komtur z Dziedzgonia, nadał Stefanowi Klecowi 44 włóki na prawie chełmińskim z 16 latami wolnizny. W czasach krzyżackich wieś pojawia się w dokumentach ponownie w roku 1341, podlegała pod komturię w Olsztynku, były to dobra krzyżackie. Wieś wzmiankowana w 1349 r. z właścicielami: Eberhardem i Nickielem von Diel. W 1394 r. Dytrych z Dylewa prosił Konrada von Jungingena o odnowienia przywilejów na Dylweo. Ten sam Dytrych w latach 1399-1401 odbył pielgrzymkę do Rzymu. W 1410 r. Jan i Günter z Dylewa, jako członkowie Towarzystwa Jaszczurczego byli zamieszani w rozruchy przeciw Zakonowi. W czasie wojny polsko-krzyżackiej, w 1410 r. uległa zniszczeniu. Na początku XIV w wieś i okoliczne dobra należały do Güntera z Dylewa (był zięciem Mikołaja z Ryńska - przywódcy Towarzystwa Jaszczurczego), działacza opozycji antykrzyżackiej, członka Towarzystwa Jaszczurczego. Jana ścięto w 1411 r. a Günter stanął przed ława rycerska i musiał ponownie składać przysięgę na wierność Zakonowi. W 1433 r. Jan Bażyński (przywódca Związku Pruskiego) sprzedał Jorgemu z Dylewa 20 włók oraz młyn. Ten sam Jorge kupił w 1447 r. 40 włók od Güntera z Dylewa. W 1540 r. Dylewo należało do Hansa Birckhana i Niklasa Kokolla. Oprócz nich w Dylewie było 10. chłopów i 6. zagrodników.
W czasie wojny szwedzkiej, w wyniku zniszczeń, wielu chłopów porzuciło ziemię. W 1645 r. starosta dziedziczny z Dąbrówna zakupił od trzech junkrów z Dylewa 25,5 włoki ziemi. W 1657 r. wieś został ponownie zniszczona przez Tatarów.. Zniszczeniu uległ także kościół. W latach 1662–1670 większość ziemi w Dylewie należała do Albrechta Fincka.
Od 1721 roku kościół w Dylewie był filią parafii w Marwałdzie. W 1820 r. wieś i folwark, w których było 47 domów,  zamieszkiwało łącznie 330 osób. W 1842 r. kościół został wyremontowany i przebudowany. W tym czasie do szkoły w Dylewie uczęszczały dzieci także z Durąga, Gląd, Pancerzyna, Rynu i Swonowa. W 1861 r. majątek rycerski Dylewo obejmował 5616 mórg ziemi i mieszkało tu 310 osób. W 1880 we wsi mieszkało 465 ludzi. Jeszcze w 1890 r. odprawiane były nabożeństwa w języku polskim. 
Rodzina von Rose w II połowie XIX wieku założyła w Dylewie obok swojej posiadłości jeden z najpiękniejszych parków w Prusach Wschodnich, którego projektantem był Johann Larass. Park oraz pałac ozdobiony był dziełami sztuki (ok. 40) Adolfo Wildta, jednego z rzeźbiarzy włoskich epoki modernizmu. Część z nich została zniszczona przez żołnierzy Armii Czerwonej, pozostałe zostały zniszczone i rozkradzione w okresie PRL i III RP. Ostatnia ważąca tonę rzeźba została ukradziona w 2001 roku, a sprawców tego czynu nigdy nie wykryto.
W 1939 r. we wsi mieszkały 693 osoby.

## Zabytki

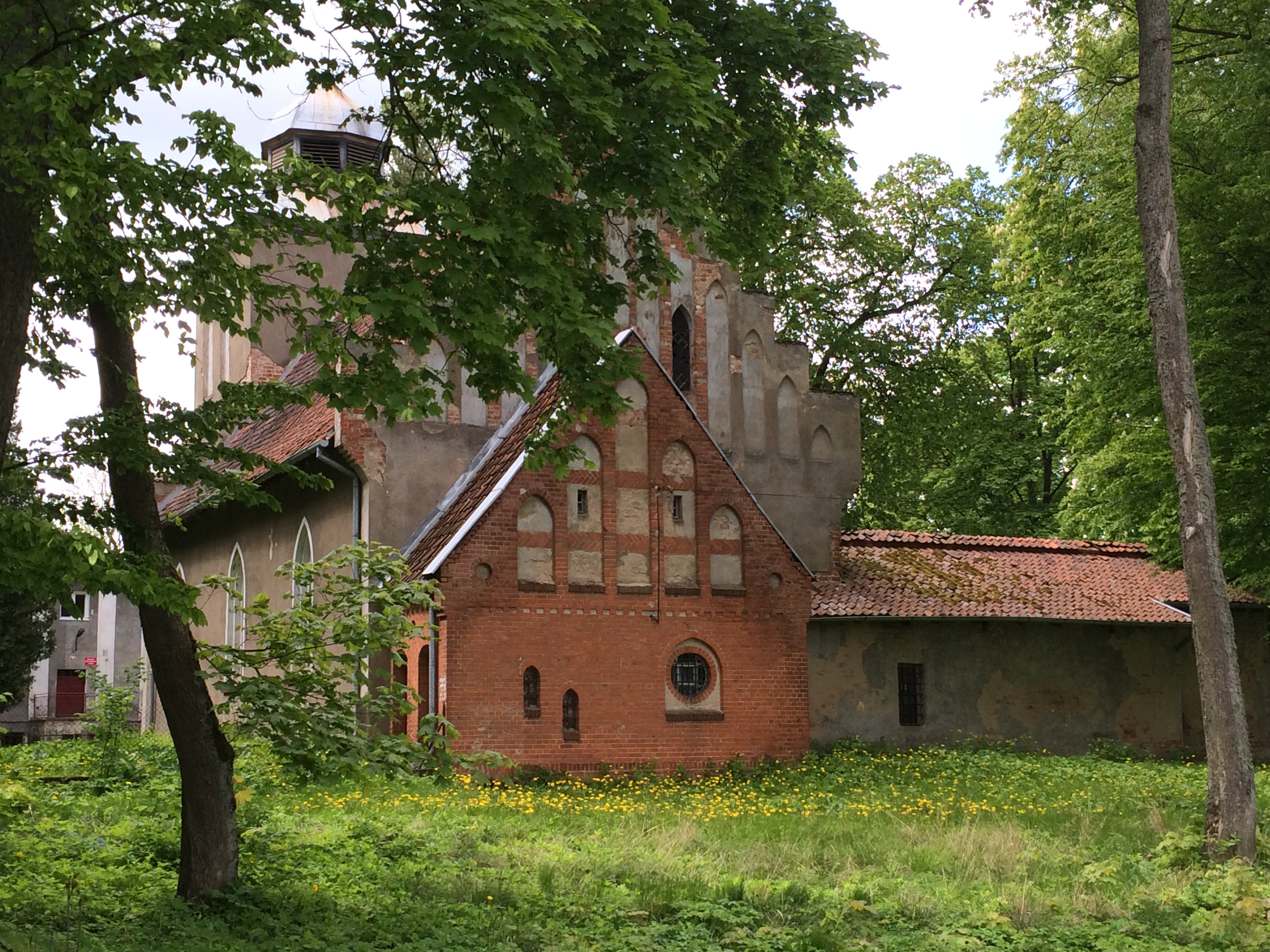
Kościół fil. pw. Najśw. Marii Panny

Do wojewódzkiego rejestru zabytków wpisane są obiekty:
- kościół fil. pw. Podwyższenia Krzyża Świętego, 1842; obecny kościół zbudowano w 1842 z wykorzystaniem elementów gotyckich z poprzedniej budowli, późnobarokowa wieża nakryta czterospadowym hełmem[8]. Ołtarz główny późnorenesansowy z 1739, organy z 1850 r. - cmentarz przykościelny,  - cmentarz ewangelicki, ob. komunalny, XIX, nr re
- zespół pałacowy, XVIII, XIX: 
  - pałac (obecnie mieści się w nim szkoła i dom nauczyciela)
  - park